# L'aviador
L'aviador (títol original en anglès The Aviator) és una pel·lícula de Martin Scorsese, estrenada el 2004. Aquesta pel·lícula ha estat doblada i subtitulada al català.

## Argument
La pel·lícula descriu una part de la vida de Howard Hughes, des del començament de la seva pel·lícula Hell's Angels fins al robatori del seu avió fetitxe, l'Spruce Goose, l'avió més gros de l'època.
La pel·lícula tracta principalment de la seva passió pels avions i pel cinema, així com de les seves relacions tumultuoses amb estrelles de cinema de l'època com Katharine Hepburn i Ava Gardner. Es concentra igualment en el pols que va mantenir amb la companyia aèria Pan Am, per permetre a la seva companyia, la TWA, de poder cobrir línies internacionals. Durant tota la pel·lícula, es pot veure l'evolució dels seus trastorns obsessivocompulsius que el rosegaran fins al final dels seus dies.

## Repartiment
- Leonardo DiCaprio: Howard Hughes
- Cate Blanchett: Katharine Hepburn
- Gwen Stefani: Jean Harlow
- Kate Beckinsale: Ava Gardner
- Adam Scott: Johnny Meyer
- Kelli Garner: Faith Domergue
- Alec Baldwin: Juan Trippe
- Ian Holm: Professor Fitz
- Jude Law: Errol Flynn
- John C. Reilly: Noah Dietrich
- Alan Alda: Senador Ralph Owen Brewster
- Jane Lynch: Amelia Earhart (escenes suprimides de l'edició final)

## Premis i nominacions

### Premis
- 2005: Oscar a la millor actriu secundària per Cate Blanchett
- 2005: Oscar al millor muntatge per Thelma Schoonmaker
- 2005: Oscar a la millor fotografia per Robert Richardsonn
- 2005: Oscar a la millor direcció artística per Dante Ferretti
- 2005: Oscar al millor vestuari per Sandy Powell
- 2005: Globus d'Or a la millor pel·lícula dramàtica
- 2005: Globus d'Or a la millor banda sonora original per Howard Shore
- 2005: Globus d'Or al millor actor dramàtic per Leonardo DiCaprio
- 2005: BAFTA a la millor pel·lícula
- 2005: BAFTA a la millor actriu secundària per Cate Blanchett
- 2005: BAFTA al millor disseny de producció per Dante Ferretti
- 2005: BAFTA al millor maquillatge per Morag Ross, Kathryn Blondell i Sian Grigg

### Nominacions
- 2005: Oscar a la millor pel·lícula
- 2005: Oscar al millor director per Martin Scorsese
- 2005: Oscar al millor actor per Leonardo DiCaprio
- 2005: Oscar al millor actor secundari per Alan Alda
- 2005: Oscar al millor guió original per John Logan
- 2005: Oscar al millor so per Tom Fleichman i Petur Hliddal
- 2005: Globus d'Or al millor director per Martin Scorsese
- 2005: Globus d'Or a la millor actriu secundària per Cate Blanchett
- 2005: Globus d'Or al millor guió per John Logan
- 2005: BAFTA al millor director per Martin Scorsese
- 2005: BAFTA al millor actor per Leonardo DiCaprio
- 2005: BAFTA al millor actor secundari per Alan Alda
- 2005: BAFTA al millor guió original per John Logan
- 2005: BAFTA a la millor música per Howard Shore
- 2005: BAFTA a la millor fotografia per Robert Richardsonn
- 2005: BAFTA al millor muntatge per Thelma Schoonmaker
- 2005: BAFTA al millor vestuari per Sandy Powell
- 2005: BAFTA al millor so per Philip Stockton, Eugene Gearty, Tom Fleichman i Petur Hliddal
- 2005: BAFTA als millors efectes visuals per Robert Legato, Peter G. Travers, Matthew Gratzner i R. Bruce Steinheimer
- 2006: Grammy al millor àlbum de banda sonora per pel·lícula, televisió o altre mitjà visual per Howard Shore